# Transformers: Supergod Master Force
Transformers: The Headmasters Transformers: Victory
Transformers: Supergod Master Force (トランスフォーマー・超神マスターフォース, Toransufōmā: Chōjin masutā fōsu) est une série télévisée d'animation de science-fiction japonaise en 42 épisodes de 23 minutes, produite par les studios Toei Animation et diffusée du 12 avril 1988 au 28 février 1989 sur Nippon TV.
Cette série est inédite dans tous les pays francophones.

## Synopsis
Après la mort de Scorponok, Devil Z, l'oracle des Decepticons, va nommer le guerrier decepticon Overlord en tant que chef suprême des Decepticons.
Un jeune humain, Ginrai, retrouve le corps du légendaire Optimus Prime et fusionne avec lui. Il compte avec ses amis protéger la Terre des Decepticons jusqu'à l'arrivée de Grand Maximus.

## Personnages

### Autobots
- Grand Maximus : chef suprême des autobots
- Optimus Prime : chef suprême des autobots à la fin de la série
- Wheeljack : autobot
- Six Shot/Six Knight : sous-chef des Autobots

### Decepticons
- Dark Scorponok : chef suprême des Decepticons (Scorponok recréé)
- Overlord : sous-chef des Decepticons
- Deathzaras : chef Decepticon
- King Poseidon : fusion des Seacons
- Devil Z : oracle des Decepticons
- Hydra : officier Decepticon

## Voix japonaises
- Banjō Ginga : Black Zarak
- Hiroshi Takemura : Jinrai/Super Jinrai/God Jinrai
- Katsuji Mori : Hawk/Metalhawk
- Keiichi Noda : Overlord
- Ikuya Sawaki : Grand Maximus
- Shō Hayami : Sixknight
- Yuriko Yamamoto : Minerva
- Daisuke Gōri : Dowlos
- Hidekatsu Shibata : Devil Z
- Hirohiko Kakegawa : Guard Minder B
- Hiroko Emori : Cab
- Hōchū Ōtsuka : Billy Husky (ep 11), Ranger
- Kaneto Shiozawa : Road King
- Keiichi Nanba : Wilder
- Keiichi Noda : Dr. Gô, Giga, Narrator
- Ken Yamaguchi : Hydra
- Kōji Totani : Blood
- Kōzō Shioya : Bullhorn
- Kyōko Yamada : Browning, Parrot
- Masaharu Satō : Gilmer, Guard Minder A
- Masato Hirano : Phoenix, Turtler, King Poseidon
- Rihoko Yoshida : Mega
- Ryōichi Tanaka : Lander
- Takeshi Kusao : Clouder/Double Clouder
- Tsutomu Kashiwakura : Lightfoot
- Yoku Shioya : Buster
- Yōko Ogai : Cancer
- Yūji Mikimoto : Diver
- Yumi Tōma : Go Shooter

## Épisodes
1. Rise Up, Pretenders!
2. Fearsome! The Destron's Manhunt
3. Kidnapping!? The Targeted Jumbo Jet
4. The Birth of the Headmaster Jrs!
5. Rage! Little Devils with No Need for Rules!
6. Go, Goshooter! Showdown in the Wasteland
7. Panic! Protect the Wild Animals!
8. The Super Warriors - The Godmaster Brothers
9. A Fierce Battle!! The Cybertrons are in Trouble
10. The Hero is Chosen, and his Name is Ginrai!
11. Ginrai: God-On of Rage!!
12. A Strange Friendship: Cancer and Minerva
13. Friend or Foe!? The True Form of the Monster!!
14. Eliminate the Godmaster Ginrai
15. The Heroic Birth of Super Ginrai
16. Lightfoot: A Dramatic Encounter
17. An Enemy? The Third Godmaster, Ranger
18. A Powerful Foe!! Sixknight the Wanderer
19. At Full Strength! The Four Godmaster Gunmen
20. The Cybertron Warrior, Sixknight?!
21. Save the Little Girl! The Chojin Warriors, the Godmasters
22. Lightfoot Must Choose: Life or Death?
23. Expose the Destrons' Dark Deception!
24. Super Ginrai Gets Blown Away in the Desert!?
25. Will the Bomber Project be Destroyed!?
26. God Ginrai - Into the Sky!!
27. God Ginrai - Showdown on the Surface of the Moon
28. Overlord - Terror of the Chokon Tornado
29. Escape from the Erupting Submarine Volcano!!
30. Destroy Godbomber
31. The Final Godmaster
32. Destroy the Cybertron Base
33. The Cybertron Base Explodes
34. Black Zarak, Destroyer from Space
35. The Day of Mankind's Destruction
36. Save Cancer?
37. Showdown at the Destron Undersea Base
38. The New Black Zarak
39. The Reborn Darkwings
40. The Battle for Survival
41. The True Form of Devil Z
42. The Ultimate Battle